# René Carpentier
Pour les articles homonymes, voir Carpentier.
René Carpentier, né le 2 août 1928 et décédé le 9 mai 1997, est un homme politique français, membre du Parti communiste et qui est député à l'Assemblée nationale et maire de Trith-Saint-Léger.

## Biographie
Il est issu d'une famille ouvrière qui en 1945, après la guerre, s'installe à Trith-Saint-Léger, dans la région de Valenciennes. Il commence par travailler comme ouvrier à un laminoir de la Société métallurgique de l'Escaut, mais en 1953 une éclaboussure d'acier l’atteint à l'œil et sa blessure est telle qu’on doit l’employer par la suite dans les bureaux. Comme membre de la CGT, il est élu au conseil municipal de Trith-Saint-Léger en 1959. En 1961, il adhère au Parti communiste français (PCF). En 1966, il devient membre du Comité de la Fédération du Nord du PCF. En 1965, il devient premier adjoint au maire de Trith-Saint-Léger et d'août 1967 à 1988, il est membre du Conseil général du Département du Nord pour le Canton de Valenciennes-Sud. De 1971 à 1996, il est maire de Trith-Saint-Léger et président du SIVOM de Trith et 15 communes voisines.
De septembre 1990 jusqu'à sa mort en mai 1997, il représente à l'Assemblée nationale la 19e circonscription du Nord. Ayant succédé à Gustave Ansart décédé en 1990, il est réélu député en 1993.
Il meurt d'un cancer à l'âge de 69 ans.

## Hommages
On trouve à Trith-Saint-Léger un Théâtre René-Carpentier, à Rouvignies une Salle René-Carpentier, mise à la disposition des associations, et à Haveluy, une rue René-Carpentier.

## Détail des fonctions et des mandats
- 21 septembre 1990 - 1er avril 1993 : député de la 19e circonscription du Nord
- 28 mars 1993 - 9 mai 1997 : Député de la 19e circonscription du Nord